# Wereldkampioenschap superbike van Monza 2005
Het wereldkampioenschap superbike van Monza 2005 was de vierde ronde van het wereldkampioenschap superbike en het wereldkampioenschap Supersport 2005. De races werden verreden op 8 mei 2005 op het Autodromo Nazionale Monza nabij Monza, Italië.

## Superbike

### Race 1
| Pos | Nr  | Rijder              | Constructeur | Rondes | Tijd         | Grid | Punten |
| --- | --- | ------------------- | ------------ | ------ | ------------ | ---- | ------ |
| 1   | 11  | Troy Corser         | Suzuki       | 18     | 32:40.906    | 2    | 25     |
| 2   | 71  | Yukio Kagayama      | Suzuki       | 18     | +0.985       | 1    | 20     |
| 3   | 1   | James Toseland      | Ducati       | 18     | +1.040       | 8    | 16     |
| 4   | 55  | Régis Laconi        | Ducati       | 18     | +1.757       | 3    | 13     |
| 5   | 88  | Andrew Pitt         | Yamaha       | 18     | +8.609       | 6    | 11     |
| 6   | 31  | Karl Muggeridge     | Honda        | 18     | +12.435      | 4    | 10     |
| 7   | 7   | Pierfrancesco Chili | Honda        | 18     | +12.628      | 9    | 9      |
| 8   | 9   | Chris Walker        | Kawasaki     | 18     | +16.656      | 7    | 8      |
| 9   | 69  | Gianluca Nannelli   | Ducati       | 18     | +20.481      | 12   | 7      |
| 10  | 3   | Norifumi Abe        | Yamaha       | 18     | +21.119      | 14   | 6      |
| 11  | 41  | Noriyuki Haga       | Yamaha       | 18     | +23.169      | 11   | 5      |
| 12  | 20  | Marco Borciani      | Ducati       | 18     | +39.874      | 18   | 4      |
| 13  | 200 | Giovanni Bussei     | Kawasaki     | 18     | +40.080      | 10   | 3      |
| 14  | 6   | Mauro Sanchini      | Kawasaki     | 18     | +41.484      | 15   | 2      |
| 15  | 8   | Ivan Clementi       | Kawasaki     | 18     | +41.955      | 22   | 1      |
| 16  | 10  | Fonsi Nieto         | Ducati       | 18     | +44.944      | 25   |        |
| 17  | 32  | Sébastien Gimbert   | Yamaha       | 18     | +45.063      | 16   |        |
| 18  | 155 | Ben Bostrom         | Honda        | 18     | +47.162      | 19   |        |
| 19  | 30  | José Luis Cardoso   | Yamaha       | 18     | +47.225      | 13   |        |
| 20  | 92  | Luca Conforti       | Ducati       | 18     | +54.378      | 17   |        |
| 21  | 45  | Gianluca Vizziello  | Yamaha       | 18     | +1:05.562    | 20   |        |
| 22  | 25  | Alessio Velini      | Ducati       | 18     | +1:15.797    | 27   |        |
| 23  | 17  | Miguel Praia        | Yamaha       | 18     | +1:16.849    | 29   |        |
| 24  | 113 | Paolo Blora         | Yamaha       | 18     | +1:20.243    | 28   |        |
| 25  | 21  | Michel Nickmans     | Yamaha       | 17     | +1 ronde     | 32   |        |
| DNF | 24  | Garry McCoy         | Petronas     | 17     | Uitgevallen  | 23   |        |
| DNF | 99  | Steve Martin        | Petronas     | 14     | Ongeluk      | 24   |        |
| DNF | 26  | Andrea Mazzali      | MV Agusta    | 4      | Uitgevallen  | 30   |        |
| DNF | 77  | Chris Vermeulen     | Honda        | 1      | Uitgevallen  | 5    |        |
| DNF | 12  | Lorenzo Alfonsi     | Yamaha       | 0      | Ongeluk      | 21   |        |
| DNF | 97  | Luca Pedersoli      | Ducati       | 0      | Uitgevallen  | 31   |        |
| DNS | 19  | Lucio Pedercini     | Ducati       | 0      | Niet gestart |      |        |

### Race 2
| Pos | Nr  | Rijder              | Constructeur | Rondes | Tijd         | Grid | Punten |
| --- | --- | ------------------- | ------------ | ------ | ------------ | ---- | ------ |
| 1   | 77  | Chris Vermeulen     | Honda        | 17     | 30:49.758    | 5    | 25     |
| 2   | 55  | Régis Laconi        | Ducati       | 17     | +0.582       | 3    | 20     |
| 3   | 11  | Troy Corser         | Suzuki       | 17     | +2.458       | 2    | 16     |
| 4   | 31  | Karl Muggeridge     | Honda        | 17     | +3.379       | 4    | 13     |
| 5   | 1   | James Toseland      | Ducati       | 17     | +9.901       | 8    | 11     |
| 6   | 88  | Andrew Pitt         | Yamaha       | 17     | +10.076      | 6    | 10     |
| 7   | 7   | Pierfrancesco Chili | Honda        | 17     | +11.116      | 9    | 9      |
| 8   | 9   | Chris Walker        | Kawasaki     | 17     | +11.587      | 7    | 8      |
| 9   | 41  | Noriyuki Haga       | Yamaha       | 17     | +26.936      | 11   | 7      |
| 10  | 69  | Gianluca Nannelli   | Ducati       | 17     | +33.459      | 12   | 6      |
| 11  | 200 | Giovanni Bussei     | Kawasaki     | 17     | +35.184      | 10   | 5      |
| 12  | 3   | Norifumi Abe        | Yamaha       | 17     | +35.612      | 14   | 4      |
| 13  | 6   | Mauro Sanchini      | Kawasaki     | 17     | +36.817      | 15   | 3      |
| 14  | 92  | Luca Conforti       | Ducati       | 17     | +45.473      | 17   | 2      |
| 15  | 8   | Ivan Clementi       | Kawasaki     | 17     | +47.350      | 22   | 1      |
| 16  | 12  | Lorenzo Alfonsi     | Yamaha       | 17     | +47.685      | 21   |        |
| 17  | 25  | Alessio Velini      | Ducati       | 17     | +1:12.244    | 27   |        |
| 18  | 155 | Ben Bostrom         | Honda        | 17     | +1:23.146    | 19   |        |
| 19  | 113 | Paolo Blora         | Yamaha       | 17     | +1:28.432    | 28   |        |
| 20  | 26  | Andrea Mazzali      | MV Agusta    | 17     | +1:28.468    | 30   |        |
| 21  | 24  | Garry McCoy         | Petronas     | 16     | +1 ronde     | 23   |        |
| DNF | 20  | Marco Borciani      | Ducati       | 16     | Uitgevallen  | 18   |        |
| DNF | 71  | Yukio Kagayama      | Suzuki       | 10     | Ongeluk      | 1    |        |
| DNF | 21  | Michel Nickmans     | Yamaha       | 9      | Uitgevallen  | 32   |        |
| DNF | 32  | Sébastien Gimbert   | Yamaha       | 6      | Uitgevallen  | 16   |        |
| DNF | 99  | Steve Martin        | Petronas     | 4      | Uitgevallen  | 24   |        |
| DNF | 10  | Fonsi Nieto         | Ducati       | 3      | Uitgevallen  | 25   |        |
| DNF | 97  | Luca Pedersoli      | Ducati       | 2      | Uitgevallen  | 31   |        |
| DNF | 45  | Gianluca Vizziello  | Yamaha       | 0      | Ongeluk      | 20   |        |
| DNF | 30  | José Luis Cardoso   | Yamaha       | 0      | Ongeluk      | 13   |        |
| DNF | 17  | Miguel Praia        | Yamaha       | 0      | Ongeluk      | 29   |        |
| DNS | 19  | Lucio Pedercini     | Ducati       | 0      | Niet gestart |      |        |

## Supersport
Alessio Corradi werd gediskwalificeerd omdat zijn motorfiets niet aan de technische reglementen voldeed.
| Pos | Nr  | Rijder                | Constructeur | Rondes | Tijd              | Grid | Punten |
| --- | --- | --------------------- | ------------ | ------ | ----------------- | ---- | ------ |
| 1   | 21  | Katsuaki Fujiwara     | Honda        | 16     | 30:15.930         | 2    | 25     |
| 2   | 16  | Sébastien Charpentier | Honda        | 16     | +0.036            | 1    | 20     |
| 3   | 69  | Gianluca Nannelli     | Ducati       | 16     | +2.726            | 3    | 16     |
| 4   | 84  | Michel Fabrizio       | Honda        | 16     | +8.043            | 4    | 13     |
| 5   | 11  | Kevin Curtain         | Yamaha       | 16     | +8.163            | 5    | 11     |
| 6   | 25  | Tatu Lauslehto        | Honda        | 16     | +26.566           | 13   | 10     |
| 7   | 23  | Broc Parkes           | Yamaha       | 16     | +26.632           | 10   | 9      |
| 8   | 8   | Stéphane Chambon      | Honda        | 16     | +26.940           | 9    | 8      |
| 9   | 33  | Ivan Goi              | Yamaha       | 16     | +37.497           | 16   | 7      |
| 10  | 45  | Sébastien Le Grelle   | Honda        | 16     | +37.686           | 15   | 6      |
| 11  | 12  | Javier Forés          | Suzuki       | 16     | +37.943           | 11   | 5      |
| 12  | 77  | Barry Veneman         | Suzuki       | 16     | +44.198           | 8    | 4      |
| 13  | 116 | Johan Stigefelt       | Honda        | 16     | +47.954           | 14   | 3      |
| 14  | 58  | Tomáš Mikšovský       | Honda        | 16     | +57.562           | 18   | 2      |
| 15  | 15  | Matteo Baiocco        | Kawasaki     | 16     | +1:05.958         | 19   | 1      |
| 16  | 88  | Julien Enjolras       | Yamaha       | 16     | +1:09.440         | 27   |        |
| 17  | 28  | Sami Penna            | Honda        | 16     | +1:09.785         | 26   |        |
| 18  | 100 | Topi Haarala          | Honda        | 16     | +1:10.033         | 23   |        |
| 19  | 59  | Paweł Szkopek         | Honda        | 16     | +1:31.170         | 25   |        |
| DNF | 161 | Simone Sanna          | Honda        | 14     | Ongeluk           | 7    |        |
| DNF | 30  | Alessandro Antonello  | Kawasaki     | 14     | Uitgevallen       | 12   |        |
| DNF | 127 | Robbin Harms          | Honda        | 10     | Uitgevallen       | 24   |        |
| DNF | 19  | Jarno Janssen         | Suzuki       | 7      | Uitgevallen       | 20   |        |
| DNF | 24  | Christophe Cogan      | Suzuki       | 5      | Uitgevallen       | 17   |        |
| DNF | 14  | Andrea Berta          | Ducati       | 1      | Ongeluk           | 22   |        |
| DSQ | 13  | Alessio Corradi       | Ducati       | 16     | Gediskwalificeerd | 6    |        |
| DNS | 64  | Julien Da Costa       | Kawasaki     | 0      | Niet gestart      |      |        |

## Tussenstanden na wedstrijd

### Superbike
| Pos | Nr | Rijder          | Team   | Punten |
| --- | -- | --------------- | ------ | ------ |
| 1   | 11 | Troy Corser     | Suzuki | 182    |
| 2   | 71 | Yukio Kagayama  | Suzuki | 130    |
| 3   | 77 | Chris Vermeulen | Honda  | 115    |
| 4   | 55 | Régis Laconi    | Ducati | 87     |
| 5   | 88 | Andrew Pitt     | Yamaha | 60     |

### Supersport
| Pos | Nr | Rijder                | Team   | Punten |
| --- | -- | --------------------- | ------ | ------ |
| 1   | 16 | Sébastien Charpentier | Honda  | 90     |
| 2   | 21 | Katsuaki Fujiwara     | Honda  | 83     |
| 3   | 11 | Kevin Curtain         | Yamaha | 60     |
| 4   | 84 | Michel Fabrizio       | Honda  | 42     |
| 5   | 99 | Fabien Foret          | Honda  | 38     |

1990 · 1992 · 1993 · 1995 · 1996 · 1997 · 1998 · 1999 · 2000 · 2001 · 2002 · 2003 · 2004 · 2005 · 2006 · 2007 · 2008 · 2009 · 2010 · 2011 · 2012 · 2013